# Crematogaster huberi
Crematogaster huberi är en myrart som beskrevs av Auguste-Henri Forel 1907. Crematogaster huberi ingår i släktet Crematogaster och familjen myror. Inga underarter finns listade i Catalogue of Life.